# Haworthia marumiana var. dimorpha
Haworthia marumiana var. dimorpha és una varietat de Haworthia marumiana del gènere Haworthia de la subfamília de les asfodelòidies.

## Descripció
Haworthia marumiana var. dimorpha és una planta suculenta perennifòlia. Té menys fulles que les varietats archeri o marumiana i en general és més gran que ambdues. És característic pels tubercles blancs i les taques translúcides prominents a les fulles. La flor té els lòbuls de pètals superiors rectes.

## Distribució i hàbitat
Aquesta varietat creix a la província sud-africana del Cap Occidental, on només creix a una àrea al voltant de la localitat tipus prop de Constable Station, a l'oest de Laingsburg.
En el seu hàbitat, és una espècie rara del Gran Karoo i creix ben amagat a les escletxes de les roques en un terreny molt intransitable al capdamunt de les muntanyes.

## Taxonomia
Haworthia marumiana var. archeri va ser descrita per (M.B.Bayer) M.B.Bayer i publicat a Haworthia Revisited: 106, a l'any 1999.
Etimologia
Haworthia: nom en honor del botànic britànic Adrian Hardy Haworth (1767-1833).
marumiana: epítet en honor del científic holandès que va treballar en diferents camps, entre els quals la medicina, la botànica, la geologia, la química i la paleontologia, el Dr. Martinus van Marum (1750 – 1837).
var. dimorpha: epítet grec que significa "de dues formes".
Sinonímia
- Haworthia archeri var. dimorpha M.B.Bayer, J. S. African Bot. 47: 793 (1981). (Basiònim/Sinònim substituït)
- Haworthia dimorpha (M.B.Bayer) M.Hayashi, Haworthia Study 3: 13 (2000).[6]